# Moonlight Waltz
Moonlight Waltz è il nono album della band italiana goth/black metal Theatres des Vampires, pubblicato nel 2011.
L'album contiene anche una cover del brano Figlio della Luna del celebre gruppo spagnolo Mecano.

## Tracce
1. Keeper of Secrets (feat. Snowy Shaw) - 5.25
2. Fly Away - 3:31
3. Moonlight Waltz - 4.28
4. Carmilla - 4:59
5. Sangue - 3:59
6. Figlio della Luna (cover dei Mecano) - 4:22
7. Black Madonna - 4:59
8. Illusion - 5:01
9. Le Grand Guignol (feat. Cadaveria) - 3:57
10. Obsession - 4:25
11. The Gates of Hades - 3:32
12. Medousa (feat. Eva Breznikar) - 4:37

## Formazione
- Sonya Scarlet − voce
- Fabian Varesi − tastiere, cori
- Gabriel Valerio − batteria, percussioni
- Zimon Lijoi − basso, cori
- Stephan Benfante − chitarre, cori